# Jess Cliffe
Jess A. Cliffe (nascut el 27 de juny de 1981) és un dissenyador de videojocs que va cocrear el mod Half-Life Counter-Strike amb Minh Le i va començar la sèrie Counter-Strike. També és la "veu de Counter-Strike" mitjançant les ordres de ràdio, la línia de veu "Counter-Terrorists Win!" i efectes de so. Ha treballat en mapes per a Half-Life: Deathmatch.

## Educació
Va assistir a l'Institut Politècnic i Universitat Estatal de Virgínia de 1999 a 2003.

## Carrera
Abans d'implicar-se en el Counter-Strike original, Jess Cliffe era un dissenyador de llocs web de jocs molt actiu. El primer lloc web de jocs conegut que va fundar va ser Jedi Knight Multiplayer Addon Group (JKMAG), que va fundar el desembre de 1997. Després d'un any de manteniment del lloc web, va passar a iniciar el lloc web Action Quake2 Map Depot. Va ser durant el temps que va estar involucrat en aquest lloc web quan va conèixer Marcelo Dilay i Minh Le, ja que Dilay i Le formaven part de l'equip que desenvolupava Action Quake 2. Cap al gener de 1999, Cliffe també va fundar el lloc web Silo X dedicat als mapes Half-Life.
Després de graduar-se, Cliffe va treballar amb Valve, on va ocupar-se del disseny de jocs, artista 3D i dissenyador de nivells. No obstant això, va ser suspès de Valve a principis del 2018 a causa de la seva detenció.

## Història jurídica

### Detenció per explotació sexual i investigació
El 2 de febrer de 2018, a les 1:17 de la matinada, Cliffe va ser arrestat per acusacions d'"explotació sexual d'un menor" al districte sud-oest de Seattle.
Cliffe suposadament va conèixer una noia en línia a través d'un lloc web per a adults i li va pagar per una cita que es va convertir en sexual. Cliffe va sostenir que pensava que estava pagant una "tarifa de cita" en un lloc web de cites per a adults. En la trobada, la noia va afirmar que Cliffe va gravar en vídeo la seva trobada "en contra de la seva voluntat", però que també "ella es va abstenir de dir-li res al respecte". Cliffe va negar haver gravat en vídeo la trobada. La noia, llavors de 16 anys, va dir als investigadors que es va comunicar amb Cliffe per missatge de text. Segons la policia, Cliffe va dir als agents que creia que la noia tenia 23 anys, i l'adolescent va dir que no estava segura si ell sabia que ella tenia 16 anys. Per crear un compte al lloc web, has d'introduir que tens almenys 18 anys o més al teu perfil. El cas va començar el maig de 2017 quan l'oficina del xèrif del comtat de King va rebre una derivació dels serveis de protecció infantil.

#### Declaració de Cliffe
El 6 de març de 2019 i editat l'abril de 2019, Cliffe va escriure a Reddit que "mai va gravar aquesta persona" i va aportar una prova de polígraf sobre aquest tema. Va afirmar que no se'l va acusar d'haver fet cap gravació i que havia permès que la policia revisés el contingut del seu telèfon per demostrar que no s'havia fet cap gravació. Indicà que va presentar una "declaració d'Alford" a un càrrec reduït d'agressió en segon grau, a través del qual va continuar afirmant la seva innocència. Va declarar que se li va oferir "alliberament laboral" com a part del seu acord de declaració en lloc de la presó, però com que va ser suspès per Valve va haver de passar "57 dies (menys de 2 mesos) en un centre de seguretat mínima a Kent, WA" (el Centre de Justícia Regional de Maleng) on va ajudar sense supervisió a les instal·lacions. Cliffe també va escriure que "malgrat un esforç de bona fe per fer la diligència deguda, encara em van enganxar en un lloc web de cites per a adults on has d'indicar que tens més de 18 anys". Va dir que l'evidència mostrava "que mai no hi va haver una contrapartida sexual i em va indicar que buscava una relació a llarg termini". A més, ha resumit la situació com a "molt lamentable" i ha advertit als altres que "tinguin molt en compte amb les persones que es trobin a través d'Internet, demanin sempre un DNI passi el que passi, i confiïn en la verificació, vigilant amb els estafadors".